# L'Aquila Rugby 2012-2013
Nella stagione 2012-2013 L'Aquila Rugby ha disputato il campionato di Eccellenza classificandosi all'undicesimo posto a pari merito con i Crociati Parma. Perse lo spareggio a Prato per 21-15 e quindi retrocesse al campionato di serie A. Ha disputato inoltre il Trofeo Eccellenza (la vecchia Coppa Italia) mancando l'accesso alla finale in virtù del terzo posto ottenuto nel girone di qualificazione.

## Campionato di Eccellenza 2012-13

### Stagione regolare
| Incontro                 | Andata | Ritorno |
| ------------------------ | ------ | ------- |
| S.S. Lazio — L'Aquila    | 42-12  | 13-12   |
| L'Aquila — Mogliano      | 15-16  | 5-64    |
| I Cavalieri — L'Aquila   | 52-6   | 26-6    |
| L'Aquila — Petrarca      | 3-32   | 3-30    |
| Viadana — L'Aquila       | 45-3   | 21-6    |
| L'Aquila — Fiamme Oro    | 13-15  | 6-24    |
| Reggio Emilia — L'Aquila | 18-3   | 19-14   |
| Calvisano — L'Aquila     | 69-3   | 59-6    |
| L'Aquila — Rovigo        | 11-18  | 3-67    |
| San Donà — L'Aquila      | 20-6   | 18-32   |
| L'Aquila — Crociati      | 29-25  | 9-13    |

#### Risultati della stagione regolare
| Posizione | G  | V | N | P  | PF  | PS  | DP   | B | Pt |
| --------- | -- | - | - | -- | --- | --- | ---- | - | -- |
| 12ª       | 22 | 2 | 0 | 20 | 206 | 706 | -500 | 8 | 16 |

### Spareggio per l'11º posto
| Incontro            | Risultato |
| ------------------- | --------- |
| Crociati — L'Aquila | 21-15     |

## Trofeo Eccellenza 2012-13

### Girone B
| Incontro                 | Andata | Ritorno |
| ------------------------ | ------ | ------- |
| Reggio Emilia — L'Aquila | 14-23  | 7-41    |
| L'Aquila — Fiamme Oro    | 22-30  | 0-32    |
| S.S. Lazio — L'Aquila    | 22-10  | 22-3    |

#### Risultati del girone
| Posizione | G | V | N | P | PF | PS  | DP  | B | Pt |
| --------- | - | - | - | - | -- | --- | --- | - | -- |
| 3ª        | 6 | 2 | 0 | 4 | 99 | 127 | -28 | 1 | 9  |